# 2023年太平洋颱風季
| 太平洋颱風季             |
| 主題頁 - 專題 - 編輯指南 |

2023年太平洋颱風季泛指於2023年全年內的任何時間，於赤道以北及國際換日線以西的太平洋水域，以及南中國海所產生的熱帶氣旋。雖然沒有指定的形成時間，但大部份於西北太平洋的熱帶氣旋通常皆會於5月至12月期間形成。
本條目的範圍僅局限於赤道以北及國際換日線以西的太平洋及南海水域的颱風。於赤道以北及國際換日線以東的太平洋水域產生的風暴則被稱為颶風，並被列入2023年太平洋颶風季。於西北太平洋產生的熱帶風暴是由日本氣象廳所命名（即國際名稱），國際編號為23xx，而美國聯合颱風警報中心則將於此地區的熱帶低氣壓之編號以W字母作結。凡進入或產生於菲律賓風暴責任範圍以內的熱帶低氣壓，菲律賓大氣地球物理和天文服務管理局均會給予當地名稱，作當地警報用途，因此可能會有兩個不同的英文名稱（官方以國際名稱為準）；风暴的中文名字现时由中国气象局、香港天文台、澳門地球物理氣象局和交通部中央氣象署协商确定，2020年代前中國大陸、香港澳門與臺灣採用的中文譯名可能不同。以下各熱帶氣旋資訊以熱帶氣旋存在期間的巔峰形態為準。更多關於西太平洋的颱風，請參見太平洋颱風季。

## 風季預測

### 深圳
深圳市氣象局預測全年約有4-6個颱風進入深圳500公里範圍，其中2-4個造成影響，影響時段在7-9月，風雨影響偏重，不排除有超強颱風嚴重影響。

### 香港
香港天文台預測今年進入本港500公里的熱帶氣旋接近正常，約4至7個。風季可能6月或之後開始，10月或之前結束，不排除有類似2018年超強颱風山竹的熱帶氣旋吹襲香港。

### 澳門
澳門氣象局預測今年會有5-8個颱風襲澳，風季大約在六月中旬前開始，屬於正常至偏多，且可能受超強颱風或以上級別影響。

### 臺灣
中央氣象署表示，今年下半年颱風可能偏少，而侵台颱風個數則是接近正常，大約3~5個。

## 已被國際命名的熱帶氣旋

### 熱帶風暴珊瑚（Sanvu）
4月16日，一個熱帶擾動在波納佩島西方海域生成，美國海軍研究實驗室給予擾動編號92W。
4月19日上午8時，日本氣象廳將其升格為熱帶低氣壓。上午9時30分，聯合颱風警報中心將其評級提升為「高」，並對其發布熱帶氣旋形成警報。下午2時，日本氣象廳對其發布烈風警報。晚間8時，聯合颱風警報中心將其升格為熱帶性低氣壓，給予熱帶氣旋編號01W。同時，台灣中央氣象局將其升格為熱帶性低氣壓，給予編號TD02。
4月20日上午8時，聯合颱風警報中心率先將其升格為熱帶風暴。下午2時，日本氣象廳將其升格為熱帶風暴，給予國際編號2301，並命名「珊瑚」。同時，台灣中央氣象局將其升格為輕度颱風。
4月22日上午8時，聯合颱風警報中心將其降格為熱帶低氣壓。晚間8時，日本氣象廳將其降格為熱帶低氣壓。
4月25日下午2時，日本氣象廳在天氣圖上移除該系統。

### 颱風瑪娃（Mawar）
PAGASA：Betty
5月17日，一個熱帶擾動在楚克群島西南西方海域生成，美國海軍研究實驗室給予擾動編號97W。
5月19日下午4時，聯合颱風警報中心將其評級提升為「高」，並對其發布熱帶氣旋形成警報。晚間8時，日本氣象廳將其升格為熱帶低氣壓，並對其發布烈風警報。同時，台灣中央氣象局將其升格為熱帶性低氣壓，給予編號TD03。
5月20日上午8時，聯合颱風警報中心將其升格為熱帶性低氣壓，給予熱帶氣旋編號02W。下午2時，日本氣象廳將其升格為熱帶風暴，給予國際編號2302，並命名「瑪娃」。同時，台灣中央氣象局將其升格為輕度颱風。晚間8時，聯合颱風警報中心將其升格為熱帶風暴。
5月21日凌晨2時，中國氣象局率先將其升格為強熱帶風暴。上午8時，日本氣象廳將其升格為強烈熱帶風暴。同時，香港天文台亦將其升格為強烈熱帶風暴。晚上8時，聯合颱風警報中心率先將其升格為颱風。
5月22日凌晨2時，日本氣象廳、中國氣象局、香港天文台將其升格為颱風；台灣中央氣象局將其升格為中度颱風。晚間8時，中國氣象局率先將其升格為強颱風。
5月23日凌晨2時，香港天文台將其升格為強颱風。
下午2時，中國氣象局、香港天文台將其升格為超強颱風。晚上8時，台灣中央氣象局將其升格為強烈颱風。
5月24日下午2時，台灣中央氣象局將其降格為中度颱風。
5月25日上午8時，台灣中央氣象局再度將其升格為強烈颱風。
5月28日下午2時，台灣中央氣象局再度將其降格為中度颱風。晚間8時，中國氣象局和香港天文台將其降格為強颱風。
5月30日上午8時，香港天文台將其降格為颱風。
5月31日晚上8時，香港天文台將其降格為強烈熱帶風暴。
6月1日凌晨2時，日本氣象廳將其降格為強烈熱帶風暴。同時，台灣中央氣象局將其降格為輕度颱風。
6月2日上午8時，日本氣象廳及香港天文台將其降格為熱帶風暴。
6月3日上午8時，香港天文台表示，位於日本以南海域的熱帶風暴瑪娃已演變為溫帶氣旋。上午11時，聯合颱風警報中心對其發出最後警告。下午2時，日本氣象廳表示瑪娃轉化為溫帶氣旋。
6月11日下午2時，日本氣象廳在天氣圖上移除該系統。

#### 事後調整
聯合颱風警報中心在2024年7月26日發布的最佳路徑中，將其巔峰上調至165節（每小時305公里）。

### 颱風古超（Guchol）
PAGASA：Chedeng
6月1日，一個熱帶擾動在關島南方海域生成，美國海軍研究實驗室給予擾動編號98W。
6月4日晚上10時，聯合颱風警報中心將其評級提升為「中」。
6月6日上午2時，日本氣象廳將其升格為熱帶低氣壓，並對其發布烈風警報。同時，香港天文台將其升格為熱帶低氣壓；台灣中央氣象局將其升格為熱帶性低氣壓，給予編號TD04；聯合颱風警報中心將其升格為熱帶性低氣壓，給予熱帶氣旋編號03W。晚間8時，日本氣象廳將其升格為熱帶風暴，給予國際編號2303，並命名「古超」。同時，聯合颱風警報中心將其升格為熱帶風暴；台灣中央氣象局將其升格為輕度颱風，香港天文台將其升格為熱帶風暴。
6月7日下午2時，香港天文台將其升格為強烈熱帶風暴。
6月8日上午8時，日本氣象廳將其升格為強烈熱帶風暴。下午2時，香港天文台率先將其升格為颱風。晚間8時，日本氣象廳將其升格為颱風。同時，台灣中央氣象局將其升格為中度颱風。
6月11日下午2時，日本氣象廳將其降格為強烈熱帶風暴。同時，台灣中央氣象局將其降格為輕度颱風；香港天文台將其降格為強烈熱帶風暴。
6月12日凌晨2時，聯合颱風警報中心將其降格為熱帶風暴。上午8時，日本氣象廳將其降格為熱帶風暴。下午5時，聯合颱風警報中心對其發出最後警告。
6月13日凌晨2時，日本氣象廳表示古超已轉化為溫帶氣旋。同時，聯合颱風警報中心將其判定為副熱帶風暴；香港天文台將其降格為熱帶風暴。
6月14日凌晨2時，香港天文台表示古超已轉化為溫帶氣旋。同時，聯合颱風警報中心將其判定為副熱帶低氣壓。
6月21日下午2時，日本氣象廳在天氣圖上移除該系統。

#### 事後調整
聯合颱風警報中心在2024年7月26日發布的最佳路徑中，將其巔峰上調至95節（每小時175公里）。

### 強烈熱帶風暴泰利（Talim）
PAGASA：Dodong
7月9日，一個熱帶擾動在菲律賓東方海域生成，美國海軍研究實驗室給予擾動編號95W。
7月13日晚間8時，日本氣象廳將其升格為熱帶低氣壓。
7月14日凌晨2時，台灣中央氣象局將其升格為熱帶低氣壓，給予編號TD05。上午8時，日本氣象廳對其發布烈風警報。上午9時30分，聯合颱風警報中心將其評級提升為「高」，並對其發布熱帶氣旋形成警報。
上午11時，中國氣象局、香港天文台和澳門氣象局将其升格为熱帶低氣壓。晚間8時，聯合颱風警報中心將其升格為熱帶性低氣壓，給予熱帶氣旋編號04W。
7月15日上午8時，聯合颱風警報中心、中國氣象局和香港天文台將其升格為熱帶風暴。上午11時，澳門氣象局將其升格為熱帶風暴。下午2時，日本氣象廳將其升格為熱帶風暴，給予國際編號2304，並命名「泰利」。同時，台灣中央氣象局將其升格為輕度颱風。
7月16日凌晨2時，中國氣象局率先將其升格為強熱帶風暴。上午5時，澳門氣象局將其升格為強烈熱帶風暴。上午8時，日本氣象廳和香港天文台將其升格為強烈熱帶風暴。晚上8時，香港天文台率先升格為颱風。
7月17日上午8時，澳門氣象局將其升格為颱風。下午2時，台灣中央氣象局將其升格為中度颱風。中國氣象局表示颱風泰利於晚間10時22分在廣東省湛江市南三島沿海登陸。
7月18日上午5時45分，中國氣象局表示颱風泰利於廣西北海市再次登陸。上午11時，聯合颱風警報中心對其發出最後警告。下午2時，日本氣象廳將其降格為熱帶風暴。下午5時，香港天文台和澳門氣象局將其降格為熱帶風暴。晚上8時，日本氣象廳和澳門氣象局將其降格為熱帶低氣壓。
7月19日凌晨2時，香港天文台將其降格為熱帶低氣壓。上午8時，香港天文台將其降格為低壓區。晚上8時，日本氣象廳和聯合颱風警報中心認為其已消散。
7月20日上午8時，日本氣象廳在天氣圖上移除該系統。

#### 事後調整
聯合颱風警報中心在2024年7月26日發布的最佳路徑中，將其巔峰下調至80節（每小時150公里）。

### 颱風杜蘇芮（Doksuri）
PAGASA：Egay
7月14日，一個熱帶擾動在加羅林群島西南方海域生成，美國海軍研究實驗室給予擾動編號98W。
7月16日下午2時，聯合颱風警報中心將其評級提升為「中」。
7月20日凌晨2時，日本氣象廳將其升格為熱帶低氣壓，並對其發布烈風警報。上午8時，天文台表示，位於菲律賓以東海域的低壓區正逐漸增強，一個熱帶氣旋似乎在形成中。同時，台灣中央氣象局將其升格為熱帶低氣壓，給予編號TD06；澳門氣象局亦將其升格為熱帶低氣壓。
7月21日上午5時，聯合颱風警報中心將其評級提升為「高」，並對其發布熱帶氣旋形成警報。同時，香港天文台將其升格為熱帶低氣壓。上午8時，日本氣象廳將其升格為熱帶風暴，給予國際編號2305，並命名「杜蘇芮」。同時，中國氣象局和澳門氣象局將其升格為熱帶風暴；台灣中央氣象局將其升格為輕度颱風。上午11時，香港天文台將其升格為熱帶風暴。晚上8時，聯合颱風警報中心將其升格為熱帶性低氣壓，給予熱帶氣旋編號05W。
7月22日上午8時，聯合颱風警報中心將其升格為熱帶風暴。
7月23日凌晨2時，日本氣象廳率先將其升格強烈熱帶風暴。凌晨5時，中國氣象局將其升格強烈熱帶風暴。上午8時，香港天文台和澳門氣象局將其升格為強烈熱帶風暴。下午2時，聯合颱風警報中心率先將其升格為颱風。下午5時，中國氣象局和香港天文台將其升格為颱風。晚上8時，台灣中央氣象局將其升格為中度颱風。同時，澳門氣象局將其升格為颱風。晚上11時，日本氣象廳將其升格為颱風。
7月24日上午8時，中國氣象局和香港天文台將其升格為強颱風。下午2時，澳門氣象局將其升格為強颱風。晚上8時，中國氣象局和澳門氣象局將其升格為超強颱風。
7月25日凌晨2時，香港天文台將其升格為超強颱風。
7月26日凌晨3時10分，菲律賓大氣地球物理和天文服務管理局表示超強颱風杜蘇芮於卡加延省阿帕里富加島登陸。上午9時30分，菲律賓大氣地球物理和天文服務管理局表示颱風杜蘇芮於卡加延省卡拉揚市達盧皮里島第二次登陸。
7月27日上午9時，香港天文台和澳門氣象局將其降格為強颱風。
7月27日下午8時，香港天文台和澳門氣象局再度將其升格為超強颱風。
7月28日上午9時55分，中國氣象局表示颱風杜蘇芮於福建省泉州晉江市沿海登陸。登陆时中心附近最大风力15级（50米/秒）。上午11時，香港天文台和澳門氣象局將其降格為強颱風。下午2時，香港天文台和澳門氣象局將其降格為颱風。下午5時，日本氣象廳將其降格為強烈熱帶風暴，晚上8時再將其降格為熱帶風暴，台灣中央氣象局將其降格為輕度颱風。同時，香港天文台和澳門氣象局將其降格為強烈熱帶風暴。晚上8時，台灣中央氣象局將其降格為輕度颱風。
7月29日凌晨2時，香港天文台和澳門氣象局將其降格為熱帶風暴。上午8時，日本氣象廳將其降格為熱帶低氣壓。同時，澳門氣象局和香港天文台將其降格為熱帶低氣壓。下午4時，香港天文台將其降格為低壓區。
7月30日晚上8時，日本氣象廳認為其已消散。

### 颱風卡努（Khanun）
PAGASA：Falcon
7月22日，一個熱帶擾動在加羅林群島西南方海域生成，美國海軍研究實驗室給予擾動編號91W。
7月25日晚上11時，聯合颱風警報中心將其評級提升為「中」。
7月26日下午2時，聯合颱風警報中心將其評級提升為「高」，並對其發布熱帶氣旋形成警報。晚上8時，日本氣象廳率先將其升格為熱帶低氣壓，並對其發布烈風警報。同時，台灣中央氣象局將其升格為熱帶低氣壓，給予編號TD07。
7月27日上午8時，香港天文台將其升格為熱帶低氣壓。下午2時，聯合颱風警報中心將其升格為熱帶性低氣壓，給予熱帶氣旋編號06W。晚上8時，澳門氣象局將其升格為熱帶低氣壓。
7月28日凌晨2時，日本氣象廳和澳門氣象局率先將其升格為熱帶風暴，給予國際編號2306，並命名「卡努」。同時，台灣中央氣象局將其升格為輕度颱風；中國氣象局將其升格為熱帶風暴。下午2時，聯合颱風警報中心將其升格為熱帶風暴。
7月30日凌晨2時，日本氣象廳、香港天文台和澳門氣象局率先將其升格為強烈熱帶風暴。下午2時，台灣中央氣象局將其升格為中度颱風。同時，香港天文台和澳門氣象局率先將其升格為颱風。晚上8時，日本氣象廳將其升格為颱風。
7月31日上午8時，香港天文台率先將其升格為強颱風。下午2時，澳門氣象局將其升格為強颱風。下午5時，香港天文台率先將其升格為超強颱風。
8月1日凌晨2時，澳門氣象局將其升格為超強颱風。
8月2日下午2時，香港天文台和澳門氣象局率先將其降格為強颱風。晚上11時，香港天文台將其降格為颱風。
8月5日凌晨2時，台灣中央氣象局將其降格為輕度颱風。同時，香港天文台和日本氣象廳率先將其降格為強烈熱帶風暴。上午8時，澳門氣象局也將其降格為強烈熱帶風暴。
8月10日上午8時，日本氣象廳將其降格為熱帶風暴。上午9時20分，韓國氣象廳表示颱風卡努於慶尚南道巨濟市登陸。晚上10時，香港天文台將其降格為熱帶風暴。
8月11日凌晨2時，日本氣象廳及台灣中央氣象局將其降格為熱帶低氣壓。凌晨5時，香港天文台將其降格為熱帶低氣壓。早上10時它離開香港天文台管理範圍。下午2时左右，卡努中心位于朝鲜西部近海海面。晚上11时左右，卡努中心在辽宁省庄河市沿海登陆，登陆时减弱为热带低压，随后其风力进一步减弱。
8月12日凌晨2時，中国气象局对其停止编号。上午8時，日本氣象廳將其降格為低壓區。
8月15日上午8時，日本氣象廳在天氣圖上移除該系統。

#### 事後調整
聯合颱風警報中心在2024年7月26日發布的最佳路徑中，將其巔峰上調至125節（每小時230公里）。

### 颱風蘭恩（Lan）
8月6日，一個熱帶擾動在小笠原群島東南方生成，美國海軍研究實驗室給予擾動編號95W。凌晨2時，日本氣象廳將其升格為熱帶低氣壓。晚上8時，聯合颱風警報中心將其評級提升為「中」。
8月7日凌晨3時，聯合颱風警報中心將其評級提升為「高」，並對其發布熱帶氣旋形成警報。上午8時，日本氣象廳對其發布烈風警報。同時，台灣中央氣象局將其升格為熱帶低氣壓，給予編號TD08。
8月8日凌晨3時，聯合颱風警報中心將其升格為熱帶性低氣壓，給予熱帶氣旋編號07W。上午8時，日本氣象廳率先將其升格為熱帶風暴，給予國際編號2307，並命名「蘭恩」。同時，台灣中央氣象局將其升格為輕度颱風；香港天文台將其升格為熱帶低氣壓。下午2時，聯合颱風警報中心將其升格為熱帶風暴。晚上8時，香港天文台將其升格為熱帶風暴。
8月9日下午2時，日本氣象廳將其升格為強烈熱帶風暴。
8月10日上午8時，聯合颱風警報中心及香港天文台率先將其升格為颱風，台灣中央氣象局將其升格為中度颱風。下午2时，日本氣象廳將其升格為颱風。
8月11日上午8時，香港天文台將其升格為強颱風。
8月12日下午8時，香港天文台將其降格為颱風。
8月15日凌晨2時，日本氣象廳將其降格為強烈熱帶風暴。凌晨4時51分，日本氣象廳表示蘭恩於和歌山縣串本町潮岬附近登陸。上午8時，香港天文台將其降格為強烈熱帶風暴。下午1時12分，日本氣象廳表示蘭恩於兵庫縣明石市附近再度登陸。晚上8時，日本氣象廳及香港天文台將其降格為熱帶風暴。
8月17日下午2時，日本氣象廳表示蘭恩轉化為溫帶氣旋。

#### 事後調整
聯合颱風警報中心在2024年7月26日發布的最佳路徑中，將其巔峰上調至120節（每小時220公里）。

### 颱風多拉／颶風多拉（Dora）
朵拉的源頭可以追朔到加勒比海，在7月下旬，一個東風波從加勒比海進入中美洲後再進入東太平洋，並逐漸發展為一個熱帶擾動；到7月31日，擾動的結構有所發展，形成封閉的環流，國家颶風中心將其升格為熱帶性低氣壓，並給予編號EP052023，其較低的垂直風切與攝氏28度以上的海面溫度，利於此系統的發展。此系統在8月1日上午6時增強為熱帶風暴，國家颶風中心將其命名為朵拉
，隨後進入快速增強期，同時向西南西快速移動，在8月3日凌晨增強為颶風；增強為颶風後仍持續增強，在其中心發展出風眼的結構，在隔日凌晨增強至主要颶風強度，之後達四級颶風強度；8月4日下午短暫失去主要颶風強度，在經歷眼牆置換週期後，於8月5日回到主要颶風強度，並重回四級颶風，在8月6日凌晨達到巔峰強度，一分鐘平均風速為125節，同日，朵拉進入中太平洋颶風中心的職責範圍，國家颶風中心發出最後一報，並改由中太平洋颶風中心發報。
朵拉在進入中太平洋後，海面溫度略為下降至攝氏27度，使得中太平洋颶風中心預測會在兩日內失去主要颶風強度；在經過夏威夷群島南方時轉向，並朝西北西方向移動，此時仍然維持四級颶風強度，未如先前預期的減弱，之後海面溫度上升至攝氏28度，使其強度回升至巔峰時的水準；但之後受垂直風切所影響而一路減弱，原本清晰的風眼被雲塞住，多拉在8月11日下午失去主要颶風強度，同時因應多拉即將越過國際換日線進入西北太平洋範圍，離開中太平洋颶風中心的職責範圍，中太平洋颶風中心發出最後一報后，改由日本氣象廳發報。
朵拉以颶風強度在8月12日0時越過國際換日線，日本氣象廳將其重新定義為颱風；之後強度持續減弱，在8月13日上午6時減弱為強烈熱帶風暴；在8月14日0時再為熱帶風暴；到8月15日上午6時減弱為熱帶性低氣壓。下午6時，台灣氣象局將其降格為低壓區。

### 颱風蘇拉（Saola）
PAGASA：Goring
8月22日，一個熱帶擾動在菲律賓呂宋島東北東方海域生成，美國海軍研究實驗室給予擾動編號91W。下午2時，日本氣象廳將其升格為熱帶低氣壓。
8月23日凌晨4時，聯合颱風警報中心將其評級提升為「中」。上午8時，台灣中央氣象局將其升格為熱帶性低氣壓，給予編號TD10。同時，聯合颱風警報中心將其評級提升為「高」，並對其發佈熱帶氣旋形成警報。
8月24日凌晨2時，日本氣象廳對其發布烈風警報。同時，聯合颱風警報中心將其升格為熱帶性低氣壓，給予熱帶氣旋編號09W；香港天文台及澳門氣象局亦將其升格為熱帶低氣壓。上午8時，聯合颱風警報中心率先將其升格為熱帶風暴。下午2時，日本氣象廳將其升格為熱帶風暴，給予國際編號2309，並命名「蘇拉」。同時，台灣中央氣象局將其升格為輕度颱風。晚上8時，中國氣象局率先將其升格為強烈熱帶風暴。
8月25日凌晨2時，香港天文台和澳門氣象局將其升格為強烈熱帶風暴。上午8時，日本氣象廳將其升格為強烈熱帶風暴。下午2時，聯合颱風警報中心率先將其升格為颱風。晚間8時，日本氣象廳將其升格為颱風。
8月26日凌晨2時，台灣中央氣象局將其升格為中度颱風。同時，中國氣象局和澳門氣象局將其升格為颱風。下午2時，香港天文台和澳門氣象局將其升格為強颱風。晚上11時，中國氣象局將其升格為超強颱風。
8月27日凌晨2時，台灣中央氣象局將其升格為強烈颱風。同時，澳門氣象局和香港天文台將其升格為超強颱風。下午2時，中國氣象局及澳門氣象局將其降格為強颱風。
8月28日凌晨2時，台灣中央氣象局將其降格為中度颱風。上午5時，香港天文台將其降格為強颱風。上午11時，香港天文台再次將其升格為超強颱風。
8月29日凌晨5時，香港天文台再次降格為強颱風。下午5時，香港天文台再次將其升格為超強颱風。晚上11時30分，台灣中央氣象局再次將其升格為強烈颱風。
9月1日凌晨2時，台灣中央氣象局再次將其降格為中度颱風。
9月2日凌晨12時，香港天文台第三度將其降格為強颱風。凌晨2時，澳門氣象局將其降格為強颱風。凌晨3時30分，中國氣象局表示颱風蘇拉於廣東省珠海市南部沿海登陸，登陸時中心附近最大風力有14級（45米/秒）。凌晨5時，澳門氣象局將其降格為颱風。上午11時，日本氣象廳將其降格為強烈熱帶風暴。下午1時15分，中國氣象局表示颱風蘇拉於廣東省陽江市海陵島再次登陸，登陸時中心附近最大風力有10級（28米/秒）。下午2時，台灣中央氣象局將其降格為輕度颱風。同時，香港天文台將其降格為強烈熱帶風暴；聯合颱風警報中心將其降格為熱帶風暴。下午3時，澳門氣象局亦將其降格為強烈熱帶風暴。下午5時，日本氣象廳將其降格為熱帶風暴。晚上7時，香港天文台及澳門氣象局將其降格為熱帶風暴。
9月3日凌晨2時，日本氣象廳將其降格為熱帶性低氣壓。下午5時，中國氣象局對其停止編號。下午6時，香港天文台將其降格為低壓區。
9月4日凌晨2時，日本氣象廳在天氣圖上移除該系統。

#### 事後調整
聯合颱風警報中心在2024年7月26日發布的最佳路徑中，將其巔峰上調至140節（每小時260公里）。

### 強烈熱帶風暴達維（Damrey）
8月20日，一個熱帶擾動在南鳥島南南東方海域生成，美國海軍研究實驗室給予擾動編號90W。
8月21日下午2時，日本氣象廳將其升格為熱帶低氣壓。
8月22日上午9時，聯合颱風警報中心將其評級提升為「中」。晚上10時，聯合颱風警報中心將其評級提升為「高」，並對其發布熱帶氣旋形成警報。
8月23日上午8時，聯合颱風警報中心將其升格為熱帶性低氣壓，給予熱帶氣旋編號08W。同時，香港天文台亦將其升格為熱帶低氣壓。下午2時，台灣中央氣象局將其升格為熱帶性低氣壓，給予編號TD11。
8月24日上午8時，日本氣象廳對其發布烈風警報。
8月25日凌晨2時，日本氣象廳將其升格為熱帶風暴，給予國際編號2310，並命名「達維」。同時，台灣中央氣象局將其升格為輕度颱風，香港天文台亦將其升格為熱帶風暴。上午8時，聯合颱風警報中心將其升格熱帶風暴。
8月27日下午2時，香港天文台將其升格為強烈熱帶風暴。晚間8時，聯合颱風警報中心率先將其升格為颱風。
8月28日凌晨2時，聯合颱風警報中心及香港天文台將其降格為熱帶風暴。下午5時，聯合颱風警報中心對其發出最後警告。晚上11時，日本氣象廳將其升格為強烈熱帶風暴。
8月29日上午8時，日本氣象廳將其降格為熱帶風暴。上午11時，中國氣象局對其停止編號。下午2時，日本氣象廳表示達維已轉化為溫帶氣旋。
9月1日下午2時，日本氣象廳在天氣圖上移除該系統。

#### 事後調整
聯合颱風警報中心在2024年7月26日發布的最佳路徑中，將其巔峰下調至60節（每小時110公里）。

### 颱風海葵（Haikui）
PAGASA：Hanna
8月25日，一個熱帶擾動在關島西北西方海域生成，美國海軍研究實驗室給予擾動編號93W。
8月27日上午8時，日本氣象廳將其升格為熱帶低氣壓，並對其發布烈風警報。同時，台灣中央氣象局將其升格為熱帶性低氣壓，給予編號TD12；聯合颱風警報中心將其評級提升為「中」。晚上11時，聯合颱風警報中心將其評級提升為「高」，並對其發布熱帶氣旋形成警報。
8月28日上午8時，日本氣象廳將其升格為熱帶風暴，給予國際編號2311，並命名「海葵」。同時，台灣中央氣象局將其升格為輕度颱風。同時，香港天文台將其升格為熱帶低氣壓。晚間8時，聯合颱風警報中心將其升格為熱帶性低氣壓，給予熱帶氣旋編號10W。同時，香港天文台將其升格為熱帶風暴。
8月29日凌晨2時，聯合颱風警報中心將其升格為熱帶風暴。下午2時，日本氣象廳、香港天文台及中國氣象局同時將其升格為強烈熱帶風暴。
8月30日上午8時，香港天文台降格為熱帶風暴。
8月31日下午2時，香港天文台將其升格為強烈熱帶風暴。晚間8時 ，聯合颱風警報中心率先將其升格為颱風。
9月1日上午8時，日本氣象廳將其升格為颱風。同時，台灣中央氣象局將其升格為中度颱風。
9月2日下午11时，中国气象局率先将其升格为強颱風。
9月3日上午2時，香港天文台將其升格為強颱風。上午11时，中国气象局将其升格为超强台风。下午3時，中国气象局再将其降格为强台风。下午3时40分，台灣中央氣象局表示颱風海葵於臺東縣東河鄉登陸。晚間8時，颱風海葵於高雄市梓官區附近出海。晚上8時，香港天文台和澳門氣象局將其降格為颱風。颱風中心在高雄市西部近海附近呈現滯留打轉的現象。
9月4日上午4時左右由高雄市左營區再次接觸陸地。其後，颱風結構受到破壞並沿高雄市與台南市海岸線北上。上午5時，台灣中央氣象局將其降格為輕度颱風。上午8時，日本氣象廳和香港天文台將其降格為強烈熱帶風暴。下午2時，日本氣象廳將其降格為熱帶風暴。同時，聯合颱風警報中心將其降格為熱帶風暴。晚上11時，香港天文台將其降格為熱帶風暴。
9月5日，上午5時20分，中國氣象局表示颱風海葵於福建省漳州市東山縣沿海登陸，登陸時中心附近最大風力有8級（20米/秒） 。上午6時45分，中國氣象局表示颱風海葵於廣東省潮州市饒平縣沿海再次登陸，登陸時中心附近最大風力有8級（18米/秒）。上午8時，日本氣象廳及台灣中央氣象局及香港天文台將其降格為熱帶低氣壓。上午11時，澳門氣象局將其降格為熱帶低氣壓。
9月6日下午2時，日本氣象廳在天氣圖上移除該系統。

### 熱帶風暴鴻雁（Kirogi）
8月27日，一個熱帶擾動在平格拉普環礁西南方海域生成，美國海軍研究實驗室給予擾動編號94W。
8月29日晚間8時，日本氣象廳將其升格為熱帶低氣壓，並對其發布烈風警報。同時，台灣中央氣象局將其升格為熱帶低氣壓，給予編號TD13。晚上9時30分，聯合颱風警報中心將其評級提升為「中」。
8月30日上午2時，聯合颱風警報中心將其評級提升為「高」。上午8時，聯合颱風警報中心將其升格為熱帶低氣壓，給予熱帶氣旋編號11W。下午2時，聯合颱風警報中心率先將其升格熱帶風暴。晚間8時，日本氣象廳將其升格為熱帶風暴，給予國際編號2312，並命名「鴻雁」。同時，台灣中央氣象局將其升格為輕度颱風；中國氣象局將其升格為熱帶風暴。下午2時，日本氣象廳將其升格為強烈熱帶風暴。
9月1日晚間8時，日本氣象廳將其降格為熱帶風暴。
9月2日晚間8時，聯合颱風警報中心將其降格為熱帶低氣壓。
9月3日下午2時，日本氣象廳及台灣中央氣象局將其降格為熱帶低氣壓。晚間8時，台灣中央氣象局將其降格為低壓區。同時，鴻雁進入香港天文台責任管理範圍，天文台將其評為熱帶低氣壓。
9月4日下午2時，香港天文台將其降格為低壓區。
9月7日凌晨2時，日本氣象廳在天氣圖上移除該系統。

#### 事後調整
日本氣象廳在11月28日的資料分析中，將鴻雁的強度降為熱帶風暴。
另外，聯合颱風警報中心在2024年7月26日發布的最佳路徑中，將其巔峰上調至70節（每小時130公里）。

### 熱帶風暴鴛鴦（Yun-yeung）
PAGASA：Ineng
9月4日，一對流區在臺灣東南方海域脫離強颱風海葵的環流，並獨立發展成另一低壓區，美國海軍研究實驗室給予擾動編號99W。上午8時，日本氣象廳將其升格為熱帶低氣壓，並對其發布烈風警報。同時，台灣中央氣象局將其升格為熱帶低氣壓，給予編號TD14；聯合颱風警報中心亦將其評級為「低」。下午2時，香港天文台將其升格為熱帶低氣壓。下午，聯合颱風警報中心將其評級為「中」。
9月5日上午8時，聯合颱風警報中心將其評級為「高」，並對其發布熱帶氣旋形成警報；同時，澳門氣象局亦將其升格為熱帶低氣壓。晚間8時，日本氣象廳將其升格為熱帶風暴，給予國際編號2313，並命名「鴛鴦」。同時，台灣中央氣象局將其升格為輕度颱風，澳門氣象局亦將其升格為熱帶風暴。
9月6日凌晨2時，香港天文台將其升格為熱帶風暴。
9月8日晚間8時，日本氣象廳和香港天文台同時將其降格為熱帶低氣壓。
9月9日上午5時，香港天文台將其降格為低壓區。上午8時，日本氣象廳在天氣圖上移除該系統。

### 颱風小犬（Koinu）
PAGASA：Jenny
9月27日，一個熱帶擾動在關島西北方海域生成，美國海軍研究實驗室給予擾動編號93W。
9月29日凌晨2時，日本氣象廳將其升格為熱帶低氣壓。上午10時30分，聯合颱風警報中心將其評級提升為「高」，並對其發布熱帶氣旋形成警報。下午2時，日本氣象廳對其發布烈風警報。同時，台灣中央氣象署將其升格為熱帶性低氣壓，給予編號TD16；香港天文台亦將其升格為熱帶性低氣壓。晚間8時，聯合颱風警報中心將其升格為熱帶性低氣壓，給予熱帶氣旋編號14W。
9月30日凌晨2時，日本氣象廳率先將其升格為熱帶風暴，給予國際編號2314，並命名「小犬」。同時，台灣中央氣象署將其升格為輕度颱風。下午2時，聯合颱風警報中心將其升格為熱帶風暴。
10月1日上午8時，日本氣象廳將其升格為強烈熱帶風暴。下午2時，聯合颱風警報中心率先將其升格為颱風。同時，香港天文台和澳門氣象局將其升格為強烈熱帶風暴。晚上8時，台灣中央氣象署將其升格為中度颱風。
10月2日凌晨2時，日本氣象廳、香港天文台和澳門氣象局將其升格為颱風。上午5時30分，中國氣象局將其升格為颱風。上午8時30分，中國氣象局率先將其升格為強颱風。下午2時，香港天文台和澳門氣象局將其升格為強颱風。晚上11時30分，中國氣象局率先將其升格為超強颱風。
10月3日上午8時，澳門氣象局將其升格為超強颱風。晚上8時，澳門氣象局率先將其降格為強颱風。晚上8時30分，中國氣象局將其降格為強颱風。
10月5日上午8時20分，颱風小犬登陸台灣屏東縣恆春鎮鵝鑾鼻一帶，並於同日8時25分出海。上午8時40分，中國氣象局再度將其降格為強颱風。上午11時20分，中國氣象局將其降格為颱風。下午2時，澳門氣象局將其降格為颱風。下午3時，香港天文台將其降格為颱風。
10月6日下午5時，中國氣象局再次將其升格為強颱風。
10月7日凌晨2時，香港天文台和澳門氣象局再度將其升格為強颱風。晚上9時，香港天文台再度將其降格為颱風。
10月8日上午8時，澳門氣象局再度將其降格為颱風。上午9時，中國氣象局亦再度將其降格為颱風。晚上11時，日本氣象廳將其降格為強烈熱帶風暴。
10月9日凌晨2時，台灣中央氣象署將其降格為輕度颱風。上午7時，中國氣象局及香港天文台將其降格為強烈熱帶風暴。上午8時，澳門氣象局將其降格為強烈熱帶風暴。上午11時，日本氣象廳將其降格為熱帶風暴。下午2時，香港天文台將其降格為熱帶風暴。下午3時，澳門氣象局將其降格為熱帶風暴。晚間8時，日本氣象廳將其降格為熱帶低氣壓。
10月10日上午8時，日本氣象廳認為其已消散。

### 颱風布拉萬（Bolaven）
10月5日，一個熱帶擾動在密克羅尼西亞聯邦西方海域生成，美國海軍研究實驗室給予擾動編號98W。
10月6日下午1時30分，聯合颱風警報中心將其評級提升為「高」，並對其發布熱帶氣旋形成警報。晚上8時，日本氣象廳將其升格為熱帶低氣壓。
10月7日淩晨2時，台灣中央氣象署將其升格為熱帶性低氣壓，給予編號TD17。上午8時，聯合颱風警報中心將其升格為熱帶性低氣壓，給予熱帶氣旋編號15W。下午2時，日本氣象廳率先將其升格為熱帶風暴，給予國際編號2315，並命名「布拉萬」。同時，台灣中央氣象署將其升格為輕度颱風；中國氣象局亦將其升格為熱帶風暴。晚間8時，聯合颱風警報中心將其升格為熱帶風暴。
10月9日凌晨2時，日本氣象廳將其升格為強烈熱帶風暴。晚上8時，台灣中央氣象署將其升格為中度颱風。
10月11日上午8時，台灣中央氣象署將其升格為強烈颱風。
10月13日下午2時，台灣中央氣象署將其降格為中度颱風。
10月14日下午2時，台灣中央氣象署將其降格為輕度颱風。晚間8時，日本氣象廳表示布拉萬轉化為溫帶氣旋。

#### 事後調整
聯合颱風警報中心在2024年7月26日發布的最佳路徑中，將其巔峰上調至165節（每小時305公里）。

### 熱帶風暴三巴（Sanba）
10月14日，一個熱帶擾動在南海南部海域生成，美國海軍研究實驗室給予擾動編號99W。
10月17日上午4時30分，聯合颱風警報中心將其評級提升為「高」，並對其發布熱帶氣旋形成警報。上午8時，日本氣象廳將其升格為熱帶低氣壓，並對其發布烈風警報。同時，台灣中央氣象署將其升格為熱帶性低氣壓，給予編號TD18。下午2時，香港天文台及澳門氣象局將其升格為熱帶低氣壓。下午8時，聯合颱風警報中心將其升格為熱帶性低氣壓，並給予編號16W。
10月18日上午11時，香港天文台率先將其升格為熱帶風暴。下午2時，日本氣象廳將其升格為熱帶風暴，給予國際編號2316，並命名「三巴」。同時，台灣中央氣象署將其升格為輕度颱風；聯合颱風警報中心將其升格為熱帶風暴；澳門氣象局及中國氣象局將其升格為熱帶風暴。
10月19日上午9時，中國氣象局表示熱帶風暴三巴於海南省東方市沿海登陸，登陸時中心附近最大風力有8級（20米/秒）。晚上11時，中國氣象局將其升格為強熱帶風暴。
10月20日上午5時，中國氣象局將其降格為熱帶風暴。上午9時45分，中國氣象局表示熱帶風暴三巴於廣東省遂溪縣沿海登陸，登陸時中心附近最大風力有8級（20米/秒）。下午2時，聯合颱風警報中心將其降格為熱帶性低氣壓。下午5時，中國氣象局、香港天文台及澳門氣象局將其降格為熱帶低氣壓。晚間8時，日本氣象廳及台灣中央氣象署將其降格為熱帶性低氣壓。
10月21日凌晨2時，日本氣象廳認為其已消散。

### 熱帶風暴杰拉華（Jelawat）
PAGASA：Kabayan
12月10日，一個熱帶擾動在帕勞以東生成，美國海軍研究實驗室給予擾動編號91W。
12月13日清晨4時，聯合颱風警報中心將其評級為「中」
12月15日上午8時，日本氣象廳將其升格為熱帶低氣壓。
12月16日上午8時，日本氣象廳對其發佈烈風警報。同時，台灣中央氣象署將其升格為熱帶低氣壓，給予編號TD20。下午，聯合颱風警報中心將其評級提升為「高」，並對其發出熱帶氣旋形成警報。
12月17日上午8時，日本氣象廳將其升格為熱帶風暴，給予國際編號2317，並命名「杰拉華」。同時，台灣中央氣象署將其升格為輕度颱風；聯合颱風警報中心將其升格為熱帶風暴；香港天文台亦將其升格為熱帶低氣壓。
12月18日上午8時，日本氣象廳將其降格為熱帶低氣壓。同時，台灣中央氣象署將其降格為熱帶低氣壓。
12月21日上午8時，日本氣象廳將其降格為低氣壓。

#### 事後調整
聯合颱風警報中心在2024年7月26日發布的最佳路徑中，將其巔峰下調至30節（每小時55公里）。

## 未被國際命名的熱帶氣旋

### 熱帶性低氣壓
3月4日，一個熱帶擾動在新加坡東方海域生成，日本氣象廳於下午2時將其升格為熱帶低氣壓。美國海軍研究實驗室則一度認定其位於南半球，給予擾動編號98S。
3月5日晚間8時，日本氣象廳短暫在天氣圖上移除該系統。
3月6日下午2時，日本氣象廳重新在天氣圖上將其標為熱帶低氣壓。
3月8日凌晨2時，日本氣象廳再度在天氣圖上移除該系統。
PAGASA：Amang
4月5日，一個熱帶擾動在帛琉東南方海域生成，美國海軍研究實驗室給予擾動編號90W。
4月10日上午8時，日本氣象廳將其升格為熱帶低氣壓。上午10時30分，聯合颱風警報中心將其評級提升為「高」，並對其發布熱帶氣旋形成警報。
4月11日上午6時30分，聯合颱風警報中心將其評級降為「低」。上午8時，日本氣象廳對其發布烈風警報。同時，台灣中央氣象局將其升格為熱帶性低氣壓，給予編號TD01。
上午11時，香港天文台將其升格為熱帶低氣壓。
4月12日下午2時，日本氣象廳取消對其發布烈風警報。
4月13日上午11時，香港天文台將其降格為低壓區。
4月30日，一個熱帶擾動在帛琉東南方海域生成，美國海軍研究實驗室給予擾動編號93W。
5月1日上午10時，聯合颱風警報中心將其評級提升為「中」。
5月5日上午8時，日本氣象廳將其升格為熱帶低氣壓。
5月7日下午2時，日本氣象廳在天氣圖上移除該系統。
6月4日，一個熱帶擾動在西沙群島東南方海域生成，美國海軍研究實驗室給予擾動編號99W。
6月8日凌晨2時，日本氣象廳將其升格為熱帶低氣壓。
6月12日上午8時，日本氣象廳在天氣圖上移除該系統。
8月3日，一個熱帶擾動在北部灣生成，美國海軍研究實驗室給予擾動編號92W。
8月4日上午8時，日本氣象廳將其升格為熱帶低氣壓。
8月5日凌晨2時，日本氣象廳在天氣圖上移除該系統。
8月18日，一個熱帶擾動在小笠原群島東北東方海域生成，美國海軍研究實驗室給予擾動編號98W。
8月19日下午2時，日本氣象廳將其升格為熱帶低氣壓。
8月22日上午8時，日本氣象廳將其降格為低壓區。
9月2日，一個熱帶擾動在關島西北方海域生成，美國海軍研究實驗室給予擾動編號96W。
9月3日凌晨2時，日本氣象廳將其升格為熱帶低氣壓。
9月4日凌晨2時，日本氣象廳在天氣圖上移除該系統。
9月5日，一個熱帶擾動在威克島西北方海域生成。凌晨2時，日本氣象廳將其升格為熱帶低氣壓。
9月6日晚間8時，日本氣象廳在天氣圖上移除該系統。
9月10日，一個熱帶擾動在琉球群島東南方海域生成，美國海軍研究實驗室給予擾動編號92W。上午8時，日本氣象廳將其升格為熱帶低氣壓。
9月11日上午8時，聯合颱風警報中心將其評級提升為「中」。
9月12日上午8時，聯合颱風警報中心將其評級降為「低」。
9月14日下午2時，日本氣象廳在天氣圖上移除該系統。
9月11日，一個熱帶擾動在阿格里漢島東南偏東方海域生成，美國海軍研究實驗室給予擾動編號93W。
9月12日上午11時，日本氣象廳將其升格為熱帶低氣壓。
9月13日上午8時，日本氣象廳將其降格為低壓區。

### 熱帶性低氣壓13W
9月23日，一個熱帶擾動在菲律賓西方海域生成，美國海軍研究實驗室給予擾動編號91W。
9月24日早上8時，聯合颱風警報中心將其評級提升為「中」。早上10時，聯合颱風警報中心將其評級提升為「高」，並對其發布熱帶氣旋形成警報。晚間8時，日本氣象廳將其升格為熱帶低氣壓。
9月25日凌晨2時，香港天文台將其升格為熱帶低氣壓。下午2時，聯合颱風警報中心將其升格為熱帶性低氣壓，給予熱帶氣旋編號13W。晚間8時，台灣中央氣象署將其升格為熱帶性低氣壓，給予編號TD15。
9月26日上午8時，香港天文台將其降格為低壓區。
9月27日下午2時，日本氣象廳在天氣圖上移除該系統。

### 熱帶性低氣壓17W
11月5日，一個熱帶擾動在帕利基爾西南方海域生成，美國海軍研究實驗室給予擾動編號95W。
11月12日凌晨2時，聯合颱風警報中心將其評級提升為「中」。上午8時，日本氣象廳將其升格為熱帶性低氣壓。同時，聯合颱風警報中心將其評級提升為「高」，並對其發佈熱帶氣旋形成警報。晚上8時，日本氣象廳對其發布烈風警報。同時，台灣中央氣象署將其升格為熱帶性低氣壓，給予編號TD19，聯合颱風警報中心將其升格為熱帶性低氣壓，給予熱帶氣旋編號17W。
11月13日晚間8時，日本氣象廳取消對其發佈烈風警報。同時，台灣中央氣象署將其降格為低壓區。
11月17日晚間8時，日本氣象廳將其降格為低壓區。

## 熱帶氣旋名單

### 國際名稱
熱帶氣旋一旦在西太平洋達到熱帶風暴強度，就會由颱風委員會命名。用來命名的這些名稱是由14個成員國或地區各提供10個，然後以各國英語名稱的首字母排序。藍色體字表示今年已經使用過，粗體名稱則表示該風暴活躍中，未使用之名字則以灰色字體表示，橙色表示下一個將會使用的名稱。2023年的風暴名稱可能會與2000年、2005年、2006年、2012年、2017年及2018年的部分風暴名稱相同。
| 提供國家／地區 | 名稱        | 名稱   | 名稱   | 名稱   | 名稱        |
| -------------- | ----------- | ------ | ------ | ------ | ----------- |
| 柬埔寨         | 達維 2310   | 康妮   | 娜基莉 | 科羅旺 | 翠絲        |
| 中國大陸       | 海葵 2311   | 銀杏   | 風神   | 杜鵑   | 木蘭        |
| 朝鮮           | 鴻雁 2312   | 桃芝   | 海鷗   | 舒力基 | 米雷        |
| 香港           | 鴛鴦 2313   | 萬宜   | 鳳凰   | 彩雲   | 青馬        |
| 日本           | 小犬 2314   | 天兔   | 天琴   | 小熊   | 蝎虎        |
| 老撾           | 布拉萬 2315 | 帕布   | 洛鞍   | 薔琵   | 坡鹿        |
| 澳門           | 三巴 2316   | 蝴蝶   | 西望洋 | 煙花   | 梅花        |
| 馬來西亞       | 杰拉華 2317 | 聖帕   | 鸚鵡   | 查帕卡 | 苗柏        |
| 密克羅尼西亞   | 艾雲尼      | 木恩   | 森拉克 | 尼伯特 | 南瑪都      |
| 菲律賓         | 馬力斯      | 丹娜絲 | 黑格比 | 盧碧   | 塔拉斯      |
| 南韓           | 格美        | 百合   | 薔薇   | 銀河   | 核桃        |
| 泰國           | 派比安      | 韋帕   | 米克拉 | 妮妲   | 玫瑰        |
| 美國           | 瑪莉亞      | 范斯高 | 海高斯 | 奧麥斯 | 洛克        |
| 越南           | 山神        | 竹節草 | 巴威   | 浮蓮   | 桑卡        |
| 柬埔寨         | 安比        | 羅莎   | 美莎克 | 燦都   | 納沙        |
| 中國大陸       | 悟空        | 白鹿   | 海神   | 電母   | 海棠        |
| 朝鮮           | 雲雀        | 楊柳   | 紅霞   | 蒲公英 | 蜻蜓        |
| 香港           | 珊珊        | 玲玲   | 白海豚 | 狮子山 | 榕樹        |
| 日本           | 摩羯        | 劍魚   | 鯨魚   | 道璣   | 山貓        |
| 老撾           | 麗琵        | 藍湖   | 燦鴻   | 南川   | 帕卡        |
| 澳門           | 貝碧嘉      | 琵琶   | 琵鷺   | 瑪瑙   | 珊瑚 2301   |
| 馬來西亞       | 普拉桑      | 塔巴   | 浪卡   | 妮亞圖 | 瑪娃 2302   |
| 密克羅尼西亞   | 蘇力        | 米娜   | 沙德爾 | 沙布爾 | 古超 2303   |
| 菲律賓         | 西馬侖      | 樺加沙 | 紫檀   | 阿穆丘 | 泰利 2304   |
| 南韓           | 飛燕        | 浣熊   | 簡拉維 | 古莎莉 | 杜蘇芮 2305 |
| 泰國           | 山陀兒      | 博羅依 | 艾莎尼 | 暹芭   | 卡努 2306   |
| 美國           | 百里嘉      | 麥德姆 | 艾濤   | 艾利   | 蘭恩 2307   |
| 越南           | 潭美        | 夏浪   | 班朗   | 桑達   | 蘇拉 2309   |

註：
- 本風季第8個被命名的熱帶氣旋（朵拉 2308）是由東北太平洋進入中北太平洋後，再進入西北太平洋的熱帶氣旋。進入本洋面後仍繼續沿用東北太平洋的名稱（Dora）。

### 菲律賓名稱
菲律賓大氣地球物理和天文服務管理局對責任區域內的熱帶氣旋使用獨立的命名方法，所有在其責任海域形成，或是進入其責任海域，或是有可能進入其責任海域的熱帶低氣壓都會獲得名稱，命名名稱每4年完成一次輪換，只有退役的名稱會予以替換，並且還準備有輔助名單，以便在名稱全部用完時替補。以下列出2023年的風暴名單，未經啟用的名稱以灰色表示，括弧內則是風暴的國際名稱：
| Amang             | Betty（瑪娃）    | Chedeng（古超） | Dodong（泰利） | Egay（杜蘇芮）  |
| Falcon（卡努）    | Goring（蘇拉）   | Hanna（海葵）   | Ineng（鴛鴦）  | Jenny（小犬）   |
| Kabayan（杰拉華） | Liwayway（未用） | Marilyn（未用） | Nimfa（未用）  | Onyok（未用）   |
| Perla（未用）     | Quiel（未用）    | Ramon（未用）   | Sarah（未用）  | Tamaraw（未用） |
| Ugong（未用）     | Viring（未用）   | Weng（未用）    | Yoyoy（未用）  | Zigzag（未用）  |
| 替補名單          |                  |                 |                |                 |
| Abe（未用）       | Berto（未用）    | Charo（未用）   | Dado（未用）   | Estoy（未用）   |
| Felion（未用）    | Gening（未用）   | Herman（未用）  | Irma（未用）   | Jaime（未用）   |

## 季節影響
此列表列出了所有在2023年西太平洋曾經活躍的熱帶氣旋。包括該熱帶氣旋的強度，持續時間，名稱，及造成的傷亡和破壞。所有破壞都以美元作為單位。括號中的是指間接導致的死亡（如交通意外，或滑坡等等）。
| 風暴名稱     | 持續日期                           | 最高強度     | 持續風速      | 氣壓         | 影響地區 | 損失 （美元） | 死亡人數 | 來源   |
| ------------ | ---------------------------------- | ------------ | ------------- | ------------ | --- | ------------- | -------- | ------ |
| 無名         | 3月4日－3月8日                     | 熱帶低氣壓   | 每小時55公里  | 1008百帕斯卡 | 汶萊、印尼、馬來西亞、新加坡                                                                                               | 無            | 4        |        |
| 無名         | 4月10日－4月14日                   | 熱帶低氣壓   | 每小時55公里  | 1004百帕斯卡 | 帛琉、菲律賓 | $22.3萬       | 0        |        |
| 珊瑚         | 4月19日－4月25日                   | 熱帶風暴     | 每小時85公里  | 996百帕斯卡  | 密克羅尼西亞聯邦 | 無            | 0        |        |
| 無名         | 5月5日－5月7日                     | 熱帶低氣壓   | 每小時45公里  | 1004百帕斯卡 | 菲律賓 | 無            | 0        |        |
| 瑪娃         | 5月19日－6月3日                    | 猛烈颱風     | 每小時215公里 | 900百帕斯卡  | 密克羅尼西亞聯邦、關島、北馬里亞納群島、菲律賓、臺灣、中國大陸（福建）、日本（琉球群島、四國）                             | $43億         | 6        | [ 15 ] |
| 古超         | 6月6日－6月13日                    | 颱風         | 每小時140公里 | 960百帕斯卡  | 無 | 無            | 0        |        |
| 無名         | 6月8日－6月12日                    | 熱帶低氣壓   | 每小時45公里  | 1000百帕斯卡 | 中國大陸（華南）、越南、臺灣                                                                                               | 無            | 0        |        |
| 泰利         | 7月13日－7月19日                   | 強烈熱帶風暴 | 每小時110公里 | 970百帕斯卡  | 菲律賓、澳門、香港、中國大陸（廣東、海南、廣西）、越南                                                                     | $3.64億       | 3        |        |
| 杜蘇芮       | 7月20日－7月30日                   | 強烈颱風     | 每小時185公里 | 925百帕斯卡  | 菲律賓、臺灣、中國大陸（福建、廣東、浙江、上海、江西、江蘇、安徽、湖北、河南、河北、山西、北京、黑龍江、吉林）、香港、澳門 | $284億        | 137      |        |
| 卡努         | 7月26日－8月12日                   | 強烈颱風     | 每小時175公里 | 930百帕斯卡  | 日本（琉球群島、九州）、中國大陸（浙江、辽宁）、臺灣、北韓、南韓、俄羅斯（濱海邊疆區）                                     | $1.26億       | 13       |        |
| 無名         | 8月4日－8月5日                     | 熱帶低氣壓   | 每小時45公里  | 1002百帕斯卡 | 中國大陸（華南）、越南 | 無            | 0        |        |
| 蘭恩         | 8月6日－8月17日                    | 強烈颱風     | 每小時165公里 | 940百帕斯卡  | 日本（小笠原群島、本州、四國）                                                                                             | 無            | 1        |        |
| 多拉         | 8月12日（進入西北太平洋）－8月21日 | 颱風         | 每小時150公里 | 975百帕斯卡  | 威克島 | 無            | 0        |        |
| 無名         | 8月19日－8月22日                   | 熱帶低氣壓   | 每小時45公里  | 1004百帕斯卡 | 無 | 無            | 0        |        |
| 蘇拉         | 8月22日－9月4日                    | 猛烈颱風     | 每小時195公里 | 920百帕斯卡  | 菲律賓、臺灣、中國大陸（福建、廣東、廣西、海南）、香港、澳門、越南                                                         | $6.73億       | 3        |        |
| 達維         | 8月21日－8月29日                   | 強烈熱帶風暴 | 每小時95公里  | 985百帕斯卡  | 日本、俄羅斯（濱海邊疆區                                                                                                   | 無            | 0        |        |
| 海葵         | 8月27日－9月6日                    | 強烈颱風     | 每小時155公里 | 955百帕斯卡  | 北馬里亞納群島、日本（琉球群島）、中國大陸（浙江、福建、廣東）、臺灣、菲律賓、香港、澳門                                   | $23.1億       | 16       |        |
| 鴻雁         | 8月29日－9月7日                    | 熱帶風暴     | 每小時85公里  | 992百帕斯卡  | 日本（小笠原群島、關東地方）                                                                                               | 無            | 0        |        |
| 無名         | 9月3日－9月4日                     | 熱帶低氣壓   | 每小時45公里  | 1002百帕斯卡 | 無 | 無            | 0        |        |
| 鴛鴦         | 9月4日－9月9日                     | 熱帶風暴     | 每小時85公里  | 996百帕斯卡  | 日本（琉球群島、中部地方、關東地方）                                                                                       | 無            | 3        |        |
| 無名         | 9月5日－9月6日                     | 熱帶低氣壓   | 每小時45公里  | 1010百帕斯卡 | 無 | 無            | 0        |        |
| 無名         | 9月10日－9月14日                   | 熱帶低氣壓   | 每小時45公里  | 1004百帕斯卡 | 無 | 無            | 0        |        |
| 無名         | 9月12日－9月13日                   | 熱帶低氣壓   | 每小時45公里  | 1004百帕斯卡 | 無 | 無            | 0        |        |
| 13W          | 9月24日－9月27日                   | 熱帶低氣壓   | 每小時45公里  | 1000百帕斯卡 | 越南 | 無            | 0        |        |
| 小犬         | 9月29日－10月10日                  | 強烈颱風     | 每小時165公里 | 940百帕斯卡  | 關島、菲律賓、日本（先島群島）、臺灣、中國大陸（福建、廣東、海南、廣西）、香港、澳門                                       | $1070萬       | 1        |        |
| 布拉萬       | 10月6日－10月14日                  | 猛烈颱風     | 每小時215公里 | 905百帕斯卡  | 密克羅尼西亞聯邦、關島、北馬里亞納群島、小笠原群島                                                                         | 無            | 0        |        |
| 三巴         | 10月17日－10月21日                 | 熱帶風暴     | 每小時75公里  | 1000百帕斯卡 | 中國大陸（海南、廣東、廣西）、香港、澳門、越南、北部灣                                                                     | $8.04億       | 4        |        |
| 17W          | 11月12日－11月17日                 | 熱帶低氣壓   | 每小時55公里  | 1004百帕斯卡 | 無 | 無            | 0        |        |
| 杰拉華       | 12月15日－12月21日                 | 熱帶風暴     | 每小時65公里  | 1002百帕斯卡 | 菲律賓、印尼 | 無            | 0        |        |
| 季節總結     |                                    |              |               |              | |               |          |        |
| 29個熱帶氣旋 | 3月4日－12月21日                   |              | 每小時215公里 | 900百帕斯卡  | | 370億         | 191      |        |

## 外部連結
- （日語）日本氣象廳首頁 （页面存档备份，存于）
- （英文）美國聯合颱風警報中心首頁 （页面存档备份，存于）
- 大韓民國氣象廳首頁 （页面存档备份，存于）
- （繁體中文）台灣交通部中央氣象署首頁 （页面存档备份，存于）
- （简体中文）中國國家氣象中心首頁 （页面存档备份，存于）
- （简体中文）中國國家氣象中心-颱風實時路徑顯示 （页面存档备份，存于）
- （繁體中文）香港天文台首頁 （页面存档备份，存于）
- （繁體中文）澳門地球物理氣象局首頁 （页面存档备份，存于）
- （英文）菲律賓大氣地球物理和天文服務管理局首頁（页面存档备份，存于）
- （越南文）越南中央水文氣象預報中心首頁 （页面存档备份，存于）
- （泰文）泰國地球物理暨氣象部門首頁 （页面存档备份，存于）
- 熱帶氣旋衛星影像 （页面存档备份，存于）
- （日語）數位颱風—熱帶氣旋資料及圖片 （页面存档备份，存于）
（英文）數位颱風—熱帶氣旋資料及圖片 （页面存档备份，存于）
- ACE （页面存档备份，存于）
- （英文）颱風2000:數值預報預測路徑集合 （页面存档备份，存于）